# Bramgau
Der Bramgau ist die historische Bezeichnung für das Siedlungsgebiet rund um die selbständige Gemeinde Bramsche im Norden des Landkreises Osnabrück in Niedersachsen. mit Großstein- und Hügelgräbern aus der Jungsteinzeit und Bronzezeit. Er liegt im Natur- und Geopark TERRA.vita.
Durch den Bramgau führen die Ferienstraßen „Bramgau-Route“ (insgesamt etwa 103 km lang) und die „Straße der Megalithkultur“.